# Història dels cercadors web
Un navegador web és una aplicació de programari per a recuperar, presentar i accedir als recursos d'informació a la World Wide Web. A més, proporciona la captura o entrada d'informació que pot tornar al sistema de presentació i després emmagatzemar-se o processar-se segons sigui menester. El mètode per accedir a una determinada pàgina o contingut s'aconsegueix introduint la seva adreça, conegut com un Identificador de Recursos Uniforme o URI. Això pot ser una pàgina web, imatge, vídeo, o qualsevol altra peça de contingut. Els hipervincles presents en els recursos permeten als usuaris desplaçar-se fàcilment pels seus navegadors d'internet.
Un navegador web també es pot definir com una aplicació de programari o programa dissenyat per permetre als usuaris accedir, recuperar i visualitzar documents i altres recursos a Internet.
Els precursors del navegador web van sorgir en forma d'hipervíncles en aplicacions a mitjans i finals de la dècada de 1980, i després d'aquests inicis, s'atribueix a Tim Berners-Lee el desenvolupament el 1990 del primer servidor weby, el primer navegador web anomenat WorldWideWeb (sense espais); més tard va canviar el seu nom a Nexus. Molts d' altres es van anar desenvolupant ràpidament, com Marc Andreessen's 1993 Mosaic (després de Netscape), que era particularment fàcil d'usar i d'instal·lar, i va facilitar l'auge d'internet a la dècada de 1990. Avui dia, els navegadors web més importants són Chrome, Safari, Internet Explorer, Firefox, i Edge.
L'explosió de la popularitat de la Web va venir de la mà de la NCSA Mosaic al setembre de 1993, un navegador gràfic que, finalment, es va utilitzar en oficines i ordinadors a la llar. Aquest va ser el primer navegador web amb l'objectiu d'acostar continguts multimèdia als usuaris no tècnics i, per tant, s'inclouen imatges i text a la mateixa pàgina, a diferència dels anteriors navegadors; el seu fundador, Marc Andreessen, també va fundar l'empresa que el 1994, va llançar Netscape Navigator, que va donar lloc a una de les primeres guerres dels navegadors, quan va acabar en una competició per dominar (que va perdre) amb Internet Explorer de Microsoft (per a Windows).

## Els precursors
En 1984, l'expansió de les idees del futurista Ted Nelson, el programa d'esquema comercial DOS Maxthink de Neil Larson va afegir salts d'hipertext amb claudàtors angulars (adoptats pels navegadors web més recents) cap a i des d'ASCII, lots i altres arxius de Maxthink de fins a 32 nivells de profunditat. En 1986, va llançar el seu programa de navegador de xarxa DUES Houdini que admetia 2500 temes connectats amb 7500 enllaços a cada arxiu juntament amb enllaços d'hipertext entre un nombre il·limitat d'arxius externs ASCII, per lots i altres arxius de Houdini. Aquestes capacitats es van incloure en el seu popular Programes d'explorador d'arxius de DOS Shareware HyperRez (resident en memòria) i hipertext de PC (que també va afegir salts a programes, editors, arxius gràfics que contenen salts de punts calents i arxius de tesaurus / glossari amb enllaços creuats). Aquests programes van introduir moltes novetats en el concepte de navegador i 20 anys després, Google encara enumera 3.000.000 de referències a PC Hypertext. En 1989, va crear tant HyperBBS com HyperLan que permeten a múltiples usuaris crear / editar temes i salts per recollir informació i coneixements.
A partir de 1987, també va crear TransText (processador de text d'hipertext) i moltes utilitats per desenvolupar ràpidament sistemes de coneixement a gran escala ... i el 1989, va ajudar a produir per a una de les vuit grans empreses comptables un sistema de coneixement integral per integrar totes les lleis comptables les regulacions en un CDROM que conté 50,000 arxius amb 200,000 salts d'hipertext. A més, l'historial de desenvolupament de Lynx (un navegador molt primerenc basat a la web) indica que l'origen del seu projecte es va basar en els conceptes de navegador de Neil Larson i Maxthink. El 1989 es va negar a unir-se a l'equip de navegació de Mosaic amb la seva preferència per la creació de coneixement / saviesa en lloc de distribuir informació ... un problema que diu que encara no és resolt a la Internet d'avui.
Un altre navegador inicial, Silversmith, va ser creat per John Bottoms el 1987. El navegador, basat en etiquetes SGML, va usar un conjunt d'etiquetes del Projecte de Document Electrònic de la AAP amb modificacions menors i es va vendre a varis dels primers usuaris. En l'època SGML s'usava exclusivament per al format de documents impresos. L'ús de SGML per a documents exhibits electrònicament va marcar un canvi en la publicació electrònica i es va trobar amb una resistència considerable. Silversmith va incloure un indexador integrat, cerques de text complet, enllaços d'hipertext entre imatges, text i so usant etiquetes SGML i una pila de tornada per usar amb enllaços d'hipertext. Incloïa característiques que encara no estan disponibles en els navegadors d'avui dia. Aquestes inclouen capacitats tals com la capacitat de restringir les cerques dins de les estructures de documents, les cerques en documents indexats usant comodins i la capacitat de buscar en els valors d'atributs d'etiquetes i noms d'atributs.
A partir de 1988, Peter Scott i Earle Fogel van expandir el concepte anterior de HyperRez en crear Hytelnet, que va afegir salts als llocs de telnet. El 1990 va oferir als usuaris un inici de sessió instantani i accés als catàlegs en línia de més de 5000 biblioteques de tot el món. La força de Hytelnet va ser la velocitat i la simplicitat en la creació / execució d'enllaços a costa d'una font mundial centralitzada per agregar, indexar i modificar enllaços de telnet. Aquest problema va ser resolt per la invenció del servidor web.

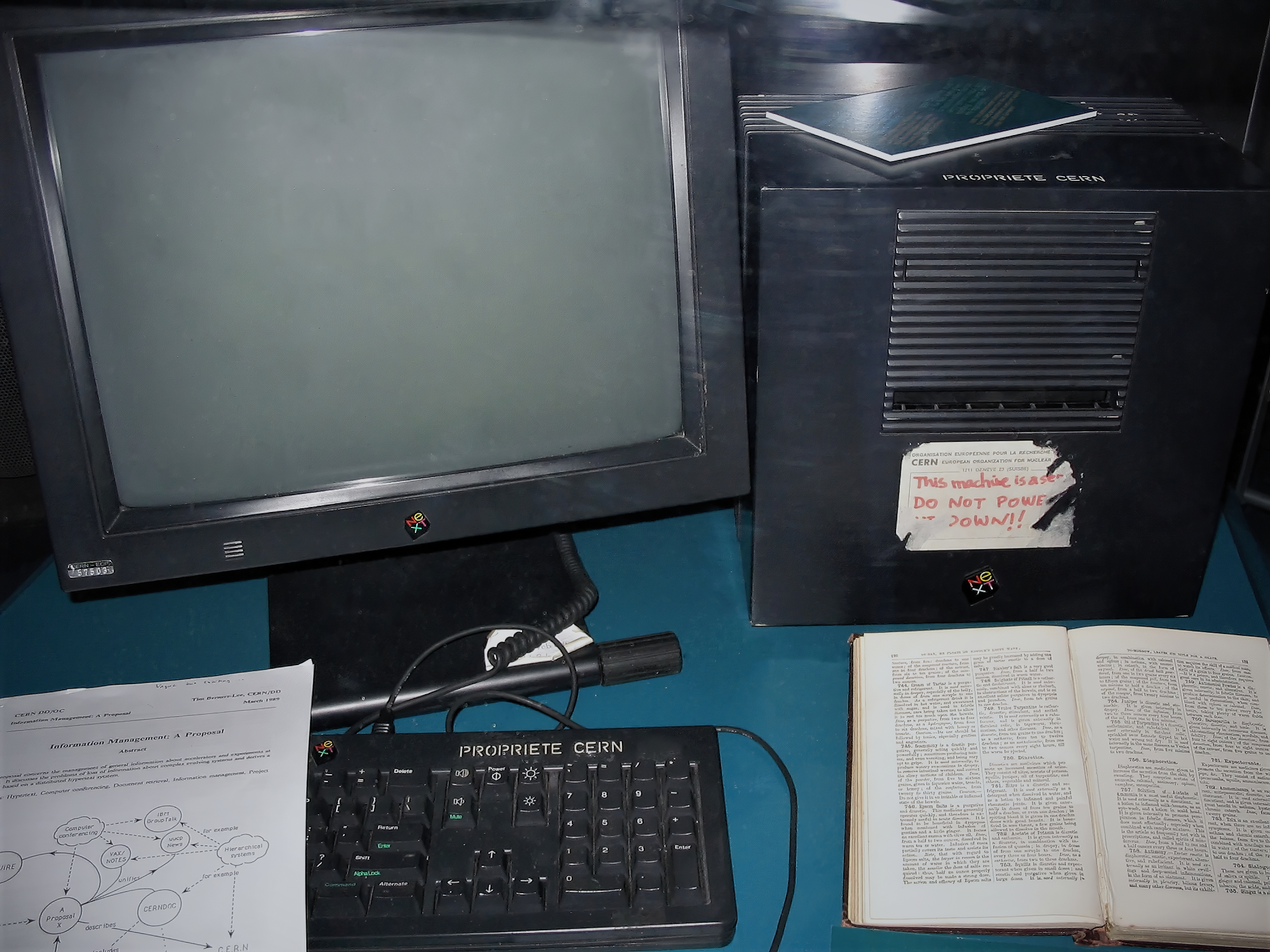
El Següent Equip que Berners-Lee s'utilitza com el primer servidor web

L'abril del 1990, Craig Cockburn va proposar un esborrany de sol·licitud de patent per a un dispositiu de consum massiu per navegar per les pàgines a través dels enllaços "PageLink" en la Digital Equipment Corporation (DEC) mentre treballava en la seva divisió de Xarxes i Comunicacions en Reading, Anglaterra. Aquesta aplicació per a un navegador de pantalla tàctil sense teclat per a consumidors també fa referència a la "navegació i cerca de text" i "marcadors" ("parafrasejats") "reemplaçament de llibres", "emmagatzematge d'una llista de compres" "té una ronda actualitzada del periòdic personalitzat el rellotge "," mapes actualitzats dinàmicament per usar en un automòbil "i suggereix que aquest dispositiu podria tenir un" efecte profund en la indústria de la publicitat ". Digital va patentar la patent com a massa futurista i, en estar basada en gran part en el maquinari, tenia obstacles per comercialitzar que els mètodes purament basats en programari no patien.

## A principis de la dècada de 1990: WWW navegadors
El primer navegador web, WorldWideWeb, va ser desenvolupat el 1990 per Tim Berners-Lee per a la computadora NeXT (al mateix temps que el primer servidor web per a la mateixa màquina) i es va presentar als seus col·legues en el CERN al març de 1991. Berners-Lee va reclutar Nicola Pellow, estudiant en pràctiques de matemàtiques que treballava al CERN i per escriure el navegador de mode de línia (Line Mode Browser), un navegador web multiplataforma que mostrava pàgines web en terminals antics i es va publicar el maig de 1991.
El 1992, Tony Johnson va llançar el navegador MidasWWW. Basat en Motif / X, MidasWWW va permetre la visualització d'arxius PostScript a la Web des d'Unix i VMS, i fins i tot va gestionar PostScript comprimit. Un altre dels primers navegadors web populars va ser ViolaWWW, que va ser modelat després de HyperCard. En el mateix any es va anunciar el navegador Lynx, l'únic d'aquests primers projectes que encara es manté en l'actualitat. Erwise va ser el primer navegador amb una interfície gràfica d'usuari, desenvolupat com un projecte estudiantil a la Universitat de Tecnologia de Hèlsinki i llançat a l'abril de 1992, però suspès el 1994.
Thomas R. Bruce, de l'Institut d'Informació Legal de Cornell Law School, va començar el 1992, a desenvolupar Cello. Quan es va llançar el 8 de juny de 1993, va ser un dels primers navegadors web gràfics i el primer a executar-se a Windows: Windows 3.1, NT 3.5 i US / 2.
No obstant això, l'auge en la popularitat de la Web va ser causada per NCSA Mosaic, que era un navegador gràfic que s'executava originalment en Unix i després es va adaptar a les plataformes Amiga i VMS, i després a les plataformes Apple Macintosh i Microsoft Windows. La versió 1.0 va ser llançada al setembre de 1993, i va ser sobrenomenada l'aplicació assassina d'Internet. Va ser el primer navegador web a mostrar imatges en línia amb el text del document. Els navegadors anteriors mostrarien una icona que, en fer clic, descarregaria i obriria l'arxiu gràfic en una aplicació auxiliar. Aquesta va ser una decisió de disseny intencional en ambdues parts, ja que el suport de gràfics en els primers navegadors estava destinat a mostrar taules i gràfics associats amb documents tècnics mentre l'usuari es desplaçava per llegir el text, mentre que Mosaic intentava portar contingut multimèdia a usuaris no tècnics. El mosaic i els navegadors derivats d'ell tenien una opció d'usuari per mostrar automàticament les imatges en línia o per mostrar una icona per obrir en programes externs. Marc Andreessen, que era el líder de l'equip Mosaic a NCSA, va renunciar-hi per formar una nova companyia que més tard es coneixeria com a Netscape Communications Corporation. Netscape va llançar el seu producte estrella Navigator a l'octubre de 1994, que va triomfar l'any següent.
IBM presenta el seu propi navegador web amb US/2 Warp en 1994.
UdiWWW va ser el primer navegador que era capaç de gestionar tots els HTML 3, amb les característiques matemàtiques de les etiquetes llançat el 1995. Després del llançament de la versió 1.2 a l'abril de 1996, Bernd Richter va deixar de desenvolupar-lo, afirmant que "vaig deixar Microsoft amb el ActiveX Kit de Desenvolupament,feu la resta."
Microsoft, que fins al moment no s'havia posat a comercialitzar un navegador, finalment va entrar en la competició amb el seu Internet Explorer producte (la versió 1.0 va ser llançada el 16 d'agost de 1995), compra de Spyglass, Inc. Això va començar el que es coneix com el "navegador de guerres" en el qual Microsoft i Netscape competien pel mercat de navegadors de Web.
Els primers usuaris de la web podien triar lliurement entre els pocs navegadors web disponibles, tal com triarien qualsevol altra aplicació: els estàndards web garantirien que la seva experiència seguís sent la mateixa. Les guerres dels navegadors van posar la Web en mans de milions d'usuaris normals de PC, però van mostrar com la comercialització de la Web podria obstaculitzar els esforços dels estàndards. Tant Microsoft com Netscape van incorporar generosament extensions propietàries d'HTML en els seus productes i van tractar d'obtenir un avantatge per diferenciació de productes, la qual cosa va portar a una web a finals de la dècada de 1990, on només els navegadors de Microsoft o Netscape eren competidors viables. En una victòria per a una web estandarditzada, les Fulles d'estil en cascada, propostes per Håkon Wium Lie, van ser acceptades en les Fulles d'estil Javascript (JSSS) de Netscape pel W3C.

## A la fi de la dècada de 1990: Microsoft vs Netscape
En 1996, la participació de Netscape al mercat dels navegadors va aconseguir el 86 % (amb Internet Explorer superant el 10 %); però després Microsoft va començar a integrar el seu navegador amb el seu sistema operatiu i va agrupar acords amb fabricants d'equips originals. Als 4 anys del seu llançament, IE tenia el 75 % del mercat de navegadors i en 1999 tenia el 99 % del mercat. Encara que Microsoft ha enfrontat litigis antimonopoli per aquests càrrecs, les guerres dels navegadors van acabar de fet una vegada que va quedar clar que la tendència a la baixa en la participació de mercat de Netscape era irreversible. Abans del llançament de Mac US X, Internet Explorer per Mac i Netscape també eren els principals navegadors en ús en la plataforma Macintosh.
Incapaç de continuar finançant comercialment el desenvolupament del seu producte, Netscape va respondre obertament el seu producte, creant Mozilla. Això va ajudar al navegador a mantenir el seu avantatge tècnic sobre Internet Explorer, però no va reduir la disminució de la participació de mercat de Netscape. Netscape va ser comprat per America Online a la fi de 1998.

## La dècada del 2000
Al principi, el projecte Mozilla va lluitar per atreure desenvolupadors, però cap a 2002, s'havia convertit en una suite d'internet relativament estable i poderosa. Mozilla 1.0 va ser llançat per marcar aquesta fita. També el 2002, es va llançar un projecte derivat que es convertiria en el popular Firefox.
Firefox sempre es podia descarregar de franc des del principi, igual que el seu predecessor, el navegador Mozilla. El model de negocis de Firefox, a diferència del model de negocis de Netscape de la dècada de 1990, consisteix principalment a fer tractes amb motors de cerca com Google per dirigir als usuaris cap a ells.
En 2003, Microsoft va anunciar que Internet Explorer ja no estaria disponible com un producte independent, sinó que formaria part de l'evolució de la seva plataforma Windows i que no es produirien més llançaments per a Macintosh.
AOL va anunciar que retiraria el suport i el desenvolupament del navegador web Netscape al febrer de 2008.
En la segona meitat de 2004, Internet Explorer va aconseguir una quota de mercat màxima de més del 92 %. Des de llavors, la seva participació al mercat ha anat disminuint de manera lenta però constant, i s'acosta a l'11.8 % a partir de juliol de 2013. A principis de 2005, Microsoft va revertir la seva decisió de llançar Internet Explorer com a part de Windows, i va anunciar que s'estava desenvolupant una versió independent d'Internet Explorer. Internet Explorer 7 es va llançar per Windows XP, Windows Server 2003 i Windows Vista a l'octubre de 2006. Internet Explorer 8 es va llançar el 19 de març de 2009, per Windows XP, Windows Server 2003, Windows Vista, Windows Server 2008 i Windows 7. Internet Explorer 9, 10 i 11 es van llançar posteriorment, i la versió 11 s'inclou a Windows 10, però Microsoft Edge es va convertir en el seu navegador predeterminat.
Safari d'Apple, el navegador predeterminat a Mac US X des de la versió 10.3 d'ara endavant, ha crescut fins a dominar la navegació a Mac US X. Els navegadors com Firefox, Camino, Google Chrome i OmniWeb són navegadors alternatius per als sistemes Mac. OmniWeb i Google Chrome, igual que Safari, usen el motor de representació WebKit (bifurcat de KHTML), que Apple empaqueta com a marc per a ús d’aplicacions de tercers. L'agost de 2007, Apple també va portar Safari per al seu ús en els sistemes operatius Windows XP i Vista.
Opera es va llançar per primera vegada el 1996. Era una opció popular en dispositius de mà, particularment telèfons mòbils, però segueix sent un nínxol al mercat de navegadors web per a PC. També estava disponible en les consoles DS, DS Lite i Wii de Nintendo. El navegador Opera Mini utilitza el motor de disseny Prest com totes les versions d'Opera, però s'executa en la majoria dels telèfons que admeten Java MIDlets.
El navegador Lynx segueix sent popular per als usuaris de shell d'Unix i per a usuaris amb problemes de visió a causa de la seva naturalesa completament basada en text. També hi ha diversos navegadors en mode text amb característiques avançades, com a w3m, Enllaços (que poden funcionar tant en mode gràfic com en text), i les bifurcacions d'Enllaços, com ELinks.

## Les relacions dels navegadors
Hi ha diversos navegadors web derivats i diversificats del codi font de versions i productes anteriors.

## Els navegadors web per any

Una aproximació estimada del percentatge de l'ús de navegadors web a partir del segon trimestre del 2009.

## Taula sumari
Aquesta taula se centra en el sistema operatiu (OS) i els navegadors de 1990 a 2000. L'any indicat per a una versió sol ser l'any del primer llançament oficial, i el final de l'any finalitza el desenvolupament, el canvi del projecte o la terminació rellevant. L'enfocament actual són les versions del sistema operatiu i el navegador des de principis dels anys 90 fins a abans del període 2001–02.
Molts dels primers navegadors es poden executar en el sistema operatiu posterior (i més tard els navegadors en els principis d'OS en alguns casos); no obstant això, la majoria d'aquestes situacions s'eviten a la taula. Els termes es defineixen a continuació.
| Cercador web                  | Anys            | MS Windows 7/Server 2008 R2/8/Server 2012/10/Server 2016 | XP/Server 2003/Vista/Server 2008 | 2000                                      | 98/Me                                     | NT 4.0                                    | 95                                               | 3.1                     | IBM OS/2                | Mac OS X (Intel)      | Mac OS X (PPC)           | Mac OS 9                  | Mac OS 8                 | System 7 (PPC/68k)       | Linux                        | BSD                      | Unix (HP-UX, Solaris)        | Altre             |
| ----------------------------- | --------------- | -------------------------------------------------------- | --- | ----------------------------------------- | ----------------------------------------- | ----------------------------------------- | ------------------------------------------------ | ----------------------- | ----------------------- | --------------------- | ------------------------ | ------------------------- | ------------------------ | ------------------------ | ---------------------------- | ------------------------ | ---------------------------- | ----------------- |
| Years (OS)                    | –               | 2009–actualitat                                          | 2001–2008 | 2000                                      | 1998-2000                                 | 1996                                      | 1995                                             | 1992                    | 1988                    | 2005-actualitat       | 2001-2007                | 1999                      | 1997                     | 1991                     | 1994 (1.0)/1991              | 1993                     | (1990s)                      | –                 |
| AWeb                          | 1996–2007       | No                                                       | No | No                                        | No                                        | No                                        | No                                               | No                      | No                      | No                    | No                       | No                        | No                       | No                       | No                           | No                       | No                           | AmigaOS MorphOS   |
| Cello                         | 1993–94         | No                                                       | No | No                                        | No                                        | Descontinuat (1.01a)                      | No                                               | Descontinuat (1.01a)    | Descontinuat (1.01a)    | No                    | No                       | No                        | No                       | No                       | No                           | No                       | No                           | No                |
| DocZilla                      | 2003–05         | Descontinuat (1.0)                                       | Descontinuat (1.0) | Descontinuat (1.0)                        | Descontinuat (1.0)                        | Descontinuat (1.0)                        | Descontinuat (1.0)                               | No                      | No                      | No                    | No                       | No                        | No                       | No                       | Descontinuat (1.0)           | No                       | No                           | No                |
| IBM WebExplorer               | 1994            | No                                                       | No | No                                        | No                                        | No                                        | No                                               | Unknown                 | Descontinuat (1.1h)     | No                    | No                       | No                        | No                       | No                       | No                           | No                       | No                           | No                |
| ICab                          | 1998–actualitat | No                                                       | No | No                                        | No                                        | No                                        | No                                               | No                      | No                      | Sí                    | Suport abandonat (5.1.1) | Suport abandonat (3.0.5)  | Suport abandonat (3.0.5) | Suport abandonat (2.9.9) | No                           | No                       | No                           | No                |
| Internet Explorer             | 1995–actualitat | Inclòs                                                   | Suport abandonat (Windows XP i Server 2003, inclòs 6.0, el suport es va abandonar a partir d'IE9, Vista i Server 2008, inclòs 7.0, el suport es va abandonar a partir d'IE10) | Suport abandonat (6.0 SP1) (incloent 5.0) | Suport abandonat (6.0 SP1) (incloent 5.0) | Suport abandonat (6.0 SP1) (incloent 2.0) | Suport abandonat (5.5) (incloent 2.0 amb Plus95) | Suport abandonat (5.0)  | No                      | No                    | No                       | No                        | No                       | Suport abandonat (3.0)   | Suport abandonat* (5.01 SP1) | No                       | Suport abandonat* (5.01 SP1) | No                |
| IE Mac (IE5, Tasman)          | 1996–2003       | No                                                       | No | No                                        | No                                        | No                                        | No                                               | No                      | No                      | No                    | Suport abandonat (5.2.3) | Suport abandonat (5.1.7)  | Suport abandonat (5.1.7) | No                       | No                           | No                       | No                           | No                |
| Konqueror                     | 1996–actualitat | Sí                                                       | Sí | Suport abandonat (4.8)                    | No                                        | No                                        | No                                               | No                      | No                      | Sí                    | Suport abandonat         | No                        | No                       | No                       | Sí                           | Sí                       | Sí                           | No                |
| Lunascape                     | 2004–actualitat | Sí                                                       | Sí | Suport abandonat (6.1)                    | No                                        | No                                        | No                                               | No                      | No                      | Sí                    | Suport abandonat         | No                        | No                       | No                       | No                           | No                       | No                           | No                |
| MacWeb                        | 1994–96         | No                                                       | No | No                                        | No                                        | No                                        | No                                               | No                      | No                      | No                    | No                       | No                        | Unknown                  | Descontinuat (2.0)       | No                           | No                       | No                           | No                |
| Mosaic                        | 1993–97         | No                                                       | No | No                                        | No                                        | Descontinuat                              | Descontinuat                                     | Descontinuat            | Descontinuat            | No                    | No                       | Descontinuat (3.0)        | Descontinuat             | Descontinuat             | Suport abandonat (2.6)       | Suport abandonat (2.6)   | Suport abandonat (2.6)       | OpenVMS           |
| Mozilla (restarted SeaMonkey) | 2002–06         | Descontinuat (1.7.13)                                    | Descontinuat (1.7.13) | Descontinuat (1.7.13)                     | Descontinuat (1.7.13)                     | Descontinuat (1.7.13)                     | Descontinuat (1.7.13)                            | Suport abandonat        | Descontinuat (1.7.13)   | Descontinuat (1.7.13) | Descontinuat (1.7.13)    | Suport abandonat (1.2.1)  | Suport abandonat (1.0.1) | No                       | Descontinuat (1.7.13)        | Descontinuat (1.7.13)    | Descontinuat (1.7.13)        | OpenVMS           |
| Mozilla Firefox               | 2004–actualitat | Sí                                                       | Sí (52 ESR) | Suport abandonat (12 and 10 ESR)          | Suport abandonat (2.0)                    | Suport abandonat (2.0)                    | Suport abandonat (1.5)                           | No                      | No                      | Sí                    | Suport abandonat (3.6)   | No                        | No                       | No                       | Sí                           | Sí                       | No                           | No                |
| Netscape Navigator 9          | 2008            | Descontinuat                                             | Descontinuat | Descontinuat                              | Descontinuat                              | No                                        | No                                               | No                      | No                      | Descontinuat          | Descontinuat             | No                        | No                       | No                       | Descontinuat (kernel 2.2.14) | No                       | No                           | No                |
| Netscape Browser              | 2004–07         | Descontinuat                                             | Descontinuat | Descontinuat                              | Descontinuat                              | Descontinuat                              | Descontinuat                                     | No                      | No                      | No                    | No                       | No                        | No                       | No                       | No                           | No                       | No                           | No                |
| Netscape 7 Netscape 6         | 2000–04         | Descontinuat (7.2)                                       | Descontinuat (7.2) | Descontinuat (7.2)                        | Descontinuat (7.2)                        | Descontinuat (7.2)                        | Descontinuat (7.2)                               | No                      | No                      | Descontinuat (7.2)    | Descontinuat (7.2)       | Suport abandonat (7.02)   | Suport abandonat (7.02)  | Unknown                  | Descontinuat (7.2)           | Descontinuat (7.2)       | Descontinuat (7.2)           | No                |
| Netscape Communicator         | 1997–2002       | Descontinuat (4.8)                                       | Descontinuat (4.8) | Descontinuat (4.8)                        | Descontinuat (4.8)                        | Descontinuat (4.8)                        | Descontinuat                                     | Suport abandonat (4.08) | Descontinuat            | No                    | No                       | Descontinuat (4.8)        | Descontinuat (4.8)       | Suport abandonat (4.08)  | Suport abandonat (4.77)      | Descontinuat             | Suport abandonat (4.77)      | No                |
| Netscape Navigator            | 1994–98         | No                                                       | No | No                                        | Descontinuat (4.08)                       | Descontinuat                              | Descontinuat                                     | Descontinuat (4.08)     | Descontinuat            | No                    | No                       | Descontinuat (4.08)       | Suport abandonat         | Suport abandonat 3.0.4   | Descontinuat (4.08)          | Descontinuat (4.08)      | Descontinuat (4.08)          | OpenVMS           |
| OmniWeb                       | 1995–actualitat | No                                                       | No | No                                        | No                                        | No                                        | No                                               | No                      | No                      | Sí                    | Sí                       | Suport abandonat (4.0)    | Suport abandonat         | Suport abandonat         | No                           | No                       | No                           | NeXTSTEP          |
| Opera                         | 1996–actualitat | Sí                                                       | Suport abandonat (36) | Suport abandonat (12.02)                  | Suport abandonat (10.63)                  | Suport abandonat (10.63)                  | Suport abandonat (10.63)                         | Suport abandonat (3.62) | Suport abandonat (5.12) | Sí                    | Suport abandonat (10.63) | Suport abandonat (7.54u2) | Suport abandonat (6.03)  | Desconegut               | Sí                           | Suport abandonat (12.16) | Sí                           | Sí                |
| UdiWWW                        | 1995–96         | No                                                       | No | No                                        | No                                        | Descontinuat (1.2.000)                    | Descontinuat (1.2.000)                           | Descontinuat (1.2.000)  | No                      | No                    | No                       | No                        | No                       | No                       | No                           | No                       | No                           | No                |
| ViolaWWW                      | 1992            | No                                                       | No | No                                        | No                                        | No                                        | No                                               | No                      | No                      | No                    | No                       | No                        | No                       | No                       | No                           | No                       | Sí                           | X11               |
| WorldWideWeb                  | 1991            | No                                                       | No | No                                        | No                                        | No                                        | No                                               | No                      | No                      | No                    | No                       | No                        | No                       | No                       | No                           | No                       | No                           | NeXTSTEP OpenStep |